# ESSEC Business School
ESSEC Business School là một cơ sở giáo dục đại học của Châu Âu được thành lập vào năm 1907 chuyên đào tạo sau đại học trong lĩnh vực khoa học kinh doanh. ESSEC Business School có năm cơ sở, ở Cergy, La Défense, Singapore, Rabat và Mauritius.
Năm 2015, ESSEC được Financial Times xếp hạng trong số 16 trường kinh doanh hàng đầu châu Âu. Năm 2016, chương trình Thạc sĩ Quản lý được xếp hạng thứ ba trong bảng xếp hạng thế giới của Financial Times.
Các chương trình của trường được AMBA, EQUIS và AACSB công nhận ba lần. Những sinh viên tốt nghiệp nổi tiếng nhất của trường bao gồm những nhân vật nổi tiếng như Tony Estanguet (nhà vô địch Olympic) và Fleur Pellerin (Bộ trưởng).

## Sinh viên tốt nghiệp nổi tiếng
- Franck Riester, một chính khách người Pháp
- Pacôme Rupin, một chính khách người Pháp của La République En Marche! (LREM)